# Sister Hazel
Sister Hazel is een Amerikaanse rock & alternatieve rock band, opgericht in 1993. Ook spelen zij folkrock, southern rock & country.

## Bezetting

### Huidige leden
- Ken Block - akoestische gitaar & zang (1993 - heden)
- Jett Beres - basgitaar & zang (1993 - heden)
- Andrew Copeland - gitaar & zang (1993 - heden)
- Ryan Newell - gitaar, slidegitaar & zang (1993 - heden)
- Mark Trojanowski - drums (1993 - heden)

## Discografie

### Albums
Tussen haakjes totaal aantal weken in de lijst
| Titel                                | Jaar | Charts           | Charts          | Charts           | Opmerkingen   |
| Titel                                | Jaar | NL Album Top 100 | VL Ultratop 200 | VS Billboard 200 | Opmerkingen   |
| ------------------------------------ | ---- | ---------------- | --------------- | ---------------- | ------------- |
| Sister Hazel                         | 1994 | -                | -               | -                | -             |
| Somewhere More Familiar              | 1997 | -                | -               | 47 (50wk)        | VS: Platina   |
| Fortress                             | 2000 | -                | -               | 63 (12wk)        | -             |
| Chasing Daylight                     | 2003 | -                | -               | 177 (1wk)        | -             |
| Live                                 | 2003 | -                | -               | -                | Livealbum     |
| Lift                                 | 2004 | -                | -               | 184 (1wk)        | -             |
| Absolutely                           | 2006 | -                | -               | 86 (1wk)         | -             |
| BAM! Volume 1                        | 2007 | -                | -               | -                | Verzamelalbum |
| Santa's Playlist                     | 2007 | -                | -               | -                | -             |
| Before the Amplifiers: Live Acoustic | 2008 | -                | -               | 152 (1wk)        | Livealbum     |
| Release                              | 2009 | -                | -               | 37 (2wk)         | Verzamelalbum |
| Heartland Highway                    | 2010 | -                | -               | 80 (1wk)         | -             |
| 20 Stages                            | 2014 | -                | -               | -                | Livealbum     |
| Lighter in the Dark                  | 2016 | -                | -               | 79 (1wk)         | -             |
| Unplugged From Daryl's House         | 2016 | -                | -               | -                | Livealbum     |
| Elements                             | 2020 | -                | -               | -                | -             |
| Before the Amplifiers 2              | 2021 | -                | -               | -                | Livealbum     |
| Sand, Sea & Crash Debris             | 2024 | -                | -               | -                | -             |

### Ep's
Tussen haakjes totaal aantal weken in de lijst
| Titel   | Jaar | Charts           | Charts          | Charts           | Opmerkingen |
| Titel   | Jaar | NL Album Top 100 | VL Ultratop 200 | VS Billboard 200 | Opmerkingen |
| ------- | ---- | ---------------- | --------------- | ---------------- | ----------- |
| Threeve | 2010 | -                | -               | -                | -           |
| Water   | 2018 | -                | -               | 96 (1wk)         | -           |
| Wind    | 2018 | -                | -               | -                | -           |
| Fire    | 2019 | -                | -               | -                | -           |
| Earth   | 2019 | -                | -               | -                | -           |